# Sun Yafang
Sun Yafang, née en 1955, est une ingénieure chinoise, présidente de la société Huawei depuis 1999 et doyenne de l’Université Huawei. En 2016, elle est répertoriée comme la 38e femme la plus puissante du monde par le magazine Forbes.

## Biographie

### Enfance et formation
En 1982, Sun Yafang obtient une licence de l'université de sciences et technologie de Chine (UESTC). 

### Présidente de Huawei, un géant des télécommunications
Après ces études, Sun Yafang commence à travailler en tant que technicienne à Xin Fei TV Manufactory. En 1985, elle devient ingénieure à l'Institut de recherche de Technologie de Beijing Communication. Elle commence à travailler chez Huawei en 1989 et devient présidente en 1999.  
Sun Yafang a engagé des réformes de gestion au sein de Huawei qui ont permis à la multinationale de devenir un des leaders du secteur des télécommunications. Elle s’investit également dans des programmes liés à la responsabilité sociale des entreprises et dans des activités philanthropiques. 
Dans un rapport de 2011, la CIA indique que Sun Yafang a travaillé pour le ministère de la Sécurité d’État de la République populaire de Chine et est liée à l'armée chinoise.

### Reconnaissance
En mai 2012, elle reçoit le Prix mondial des télécommunications  de l'Union Internationale des Télécommunications. En 2016, elle est listée parmi les 50 femmes les plus puissantes du monde par les magazines Forbes et Fortune.

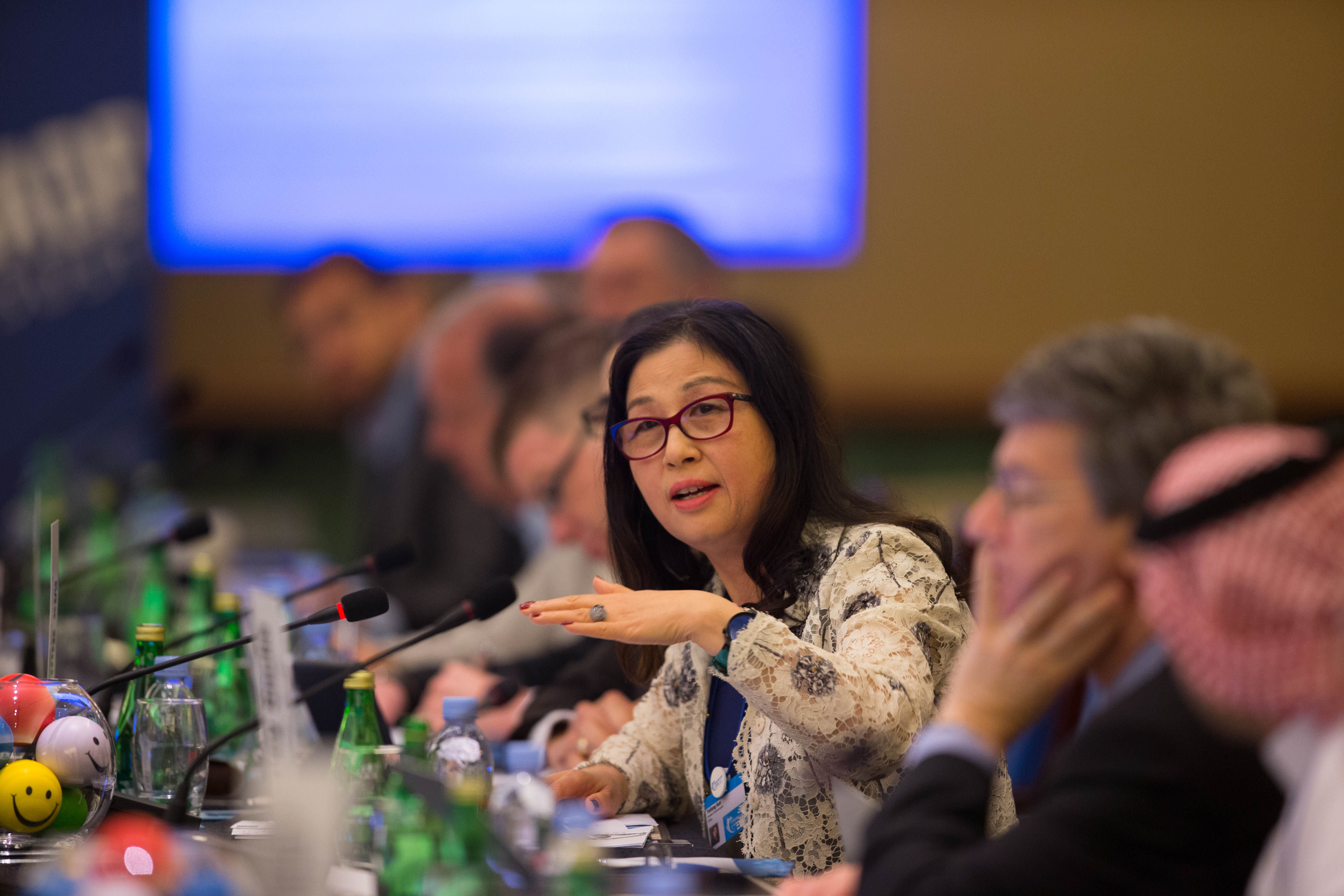
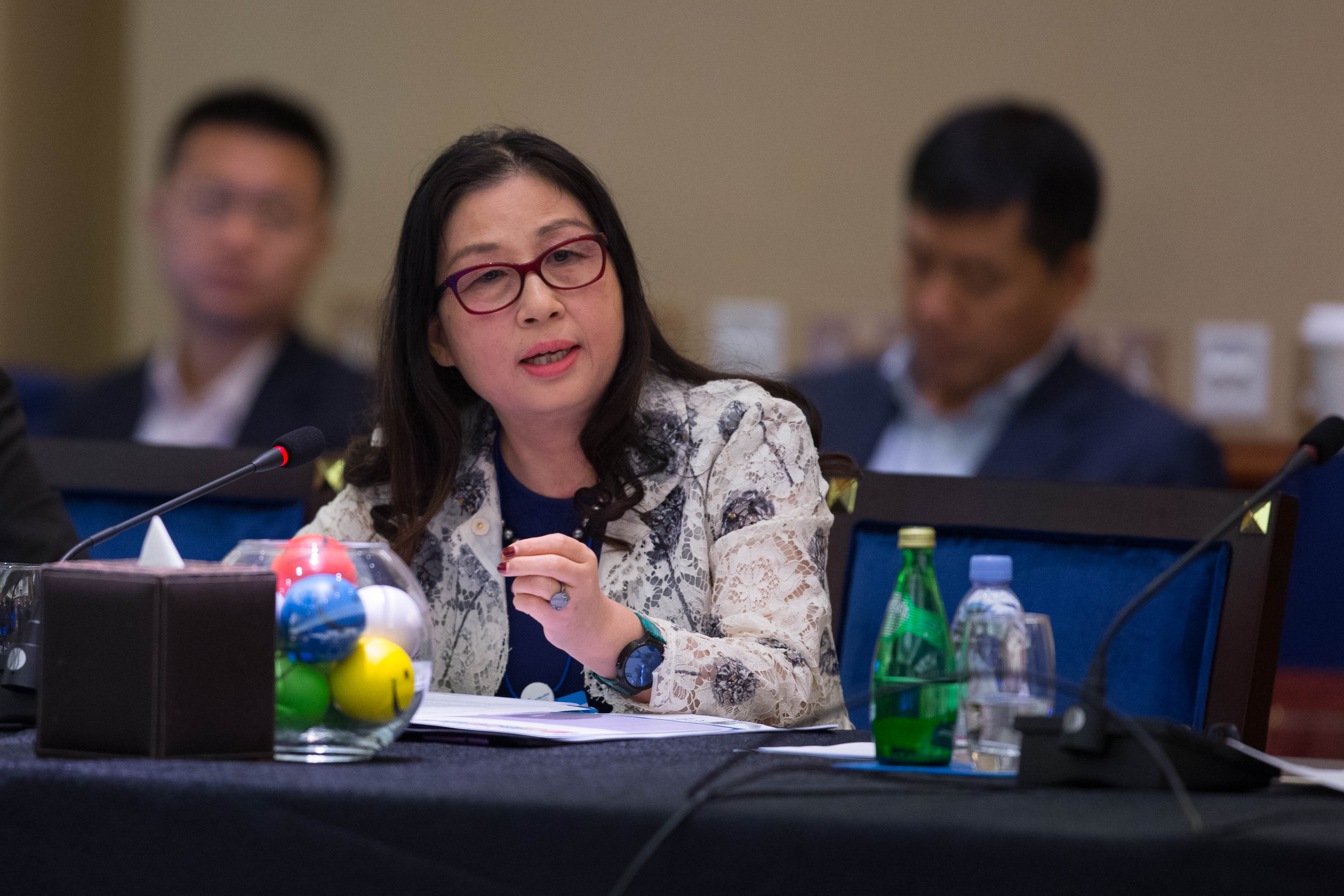
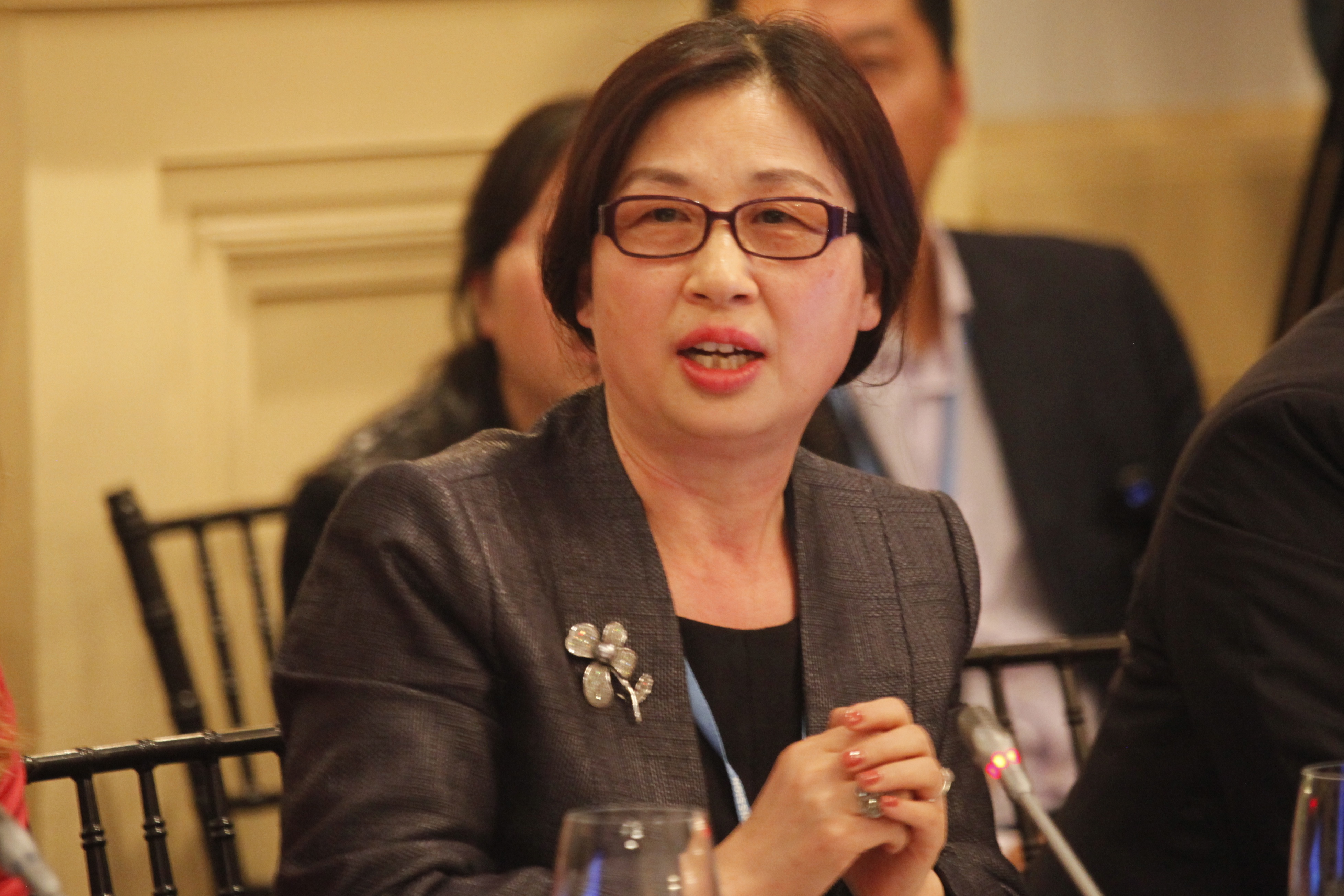
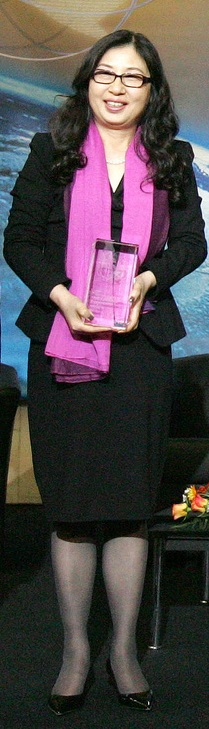